# Hadena doubledayi
Hadena doubledayi är en fjärilsart som beskrevs av Philip Miller 1886. Hadena doubledayi ingår i släktet Hadena och familjen nattflyn. Inga underarter finns listade i Catalogue of Life.